# Kimberly Alkemade
Kimberly Alkemade (Zoetermeer, 29 marzo 1990) è un'atleta paralimpica olandese specializzata nelle gare di velocità e classificata T64 in quanto amputata alla gamba sinistra sotto il ginocchio.

## Biografia
Nel 1998 a causa di un incidente con un autobus subisce l'amputazione della gamba sinistra sotto al ginocchio e inizia a praticare l'atletica leggera paralimpica.
Rapprensenta per la prima volta i Paesi Bassi ai campionati mondiali paralimpici di Dubai, dove conquista la medaglia d'argento nei 200 metri piani T64 e quella di bronzo nei 100 metri piani T64. Nel 2021 è medaglia d'argento nei 200 metri piani T64 ai campionati europei paralimpici di Bydgoszcz, mentre ai Giochi paralimpici di Tokyo è medaglia di bronzo nei 200 metri piani T64 e si classifica quinta nei 100 metri piani T64.
Nel 2023 partecipa ai campionati mondiali paralimpici di Parigi conquistando la medaglia d'argento nei 200 metri piani T64 e classificandosi quinta nei 100 metri piani T64.
Nel 2024, dopo aver fatto registrare a distanza di una settimana i nuovi record mondiali nei 100 metri piani T64 (12"46) e nei 200 metri piani T64 (25"29), prende parte ai Giochi paralimpici di Parigi, dove si laurea campionessa paralimpica dei 200 metri piani T64 con il tempo di 25"42, nuovo record paralimpico, e ottiene la medaglia d'argento nei 100 metri piani T64.

## Record nazionali
- 100 metri piani T64: 12"46  ( Nottwil, 7 giugno 2024)
- 200 metri piani T64: 25"29  ( Parigi, 14 giugno 2024)

## Progressione
Statistiche ricavate da paralympic.org/athletics/rankings (al 12 settembre 2024).

### 100 metri piani T64
| Stagione | Tempo | Luogo      | Data       | Rank. Mond. |
| -------- | ----- | ---------- | ---------- | ----------- |
| 2024     | 12"46 | Nottwil    | 7-6-2024   | 1ª          |
| 2023     | 12"76 | Nottwil    | 26-5-2023  | 2ª          |
| 2022     | 12"99 | Leverkusen | 1-7-2022   | 1ª          |
| 2021     | 13"00 | Bydgoszcz  | 3-6-2021   | 4ª          |
| 2019     | 12"90 | Dubai      | 12-11-2019 | 2ª          |

### 200 metri piani T64
| Stagione | Tempo | Luogo      | Data      | Rank. Mond. |
| -------- | ----- | ---------- | --------- | ----------- |
| 2024     | 25"29 | Parigi     | 14-6-2024 | 1ª          |
| 2023     | 26"80 | Nottwil    | 25-5-2023 | 2ª          |
| 2022     | 26"85 | Leverkusen | 1-7-2022  | 2ª          |
| 2021     | 26"65 | Tokyo      | 31-8-2021 | 2ª          |
| 2019     | 26"96 | Dubai      | 9-11-2019 | 2ª          |

## Palmarès
| Anno | Manifestazione                  | Sede      | Evento          | Risultato | Prestazione | Note                          |
| ---- | ------------------------------- | --------- | --------------- | --------- | ----------- | ----------------------------- |
| 2019 | Campionati mondiali paralimpici | Dubai     | 100 m piani T64 | Bronzo    | 13"04       |                               |
| 2019 | Campionati mondiali paralimpici | Dubai     | 200 m piani T46 | Argento   | 26"98       | Miglior prestazione personale |
| 2021 | Campionati europei paralimpici  | Bydgoszcz | 200 m piani T64 | Argento   | 27"10       |                               |
| 2021 | Giochi paralimpici              | Tokyo     | 100 m piani T64 | 5ª        | 13"12       |                               |
| 2021 | Giochi paralimpici              | Tokyo     | 200 m piani T64 | Bronzo    | 26"80       |                               |
| 2023 | Campionati mondiali paralimpici | Parigi    | 100 m piani T64 | 5ª        | 13"02       |                               |
| 2023 | Campionati mondiali paralimpici | Parigi    | 200 m piani T64 | Argento   | 27"06       |                               |
| 2024 | Giochi paralimpici              | Parigi    | 100 m piani T64 | Argento   | 12"70       |                               |
| 2024 | Giochi paralimpici              | Parigi    | 200 m piani T64 | Oro       | 25"42       | Record paralimpico            |